# Krolevets
Krolevets (en ukrainien : Кролевець ; russe : Кролевец) est une ville de l'oblast de Soumy, en Ukraine. Sa population s'élevait à 20 132 habitants en 2024.

## Géographie
Krolevets est située à 120 km au nord-ouest de Soumy et à 236 km au nord-est de Kiev.

## Histoire
Krolevets est fondée en 1601 et nommée en honneur du roi de Pologne Sigismond III. Le nom original s'écrit Krolewac (Kroulevats). Krolevets est annexée par l'Empire russe en 1654. En 1802, la ville est rattachée au gouvernement de Tchernigov.

## Population
Recensements (*) ou estimations de la population :
| 1897*  | 1923*  | 1926*  | 1939*  | 1959*  |
| ------ | ------ | ------ | ------ | ------ |
| 10 384 | 11 984 | 12 485 | 13 595 | 13 996 |

| 1970*  | 1979*  | 1989*  | 2001*  | 2009   |
| ------ | ------ | ------ | ------ | ------ |
| 18 307 | 23 804 | 25 962 | 25 183 | 24 121 |

| 2010   | 2011   | 2012   | 2013   | 2014   |
| ------ | ------ | ------ | ------ | ------ |
| 24 019 | 23 810 | 23 667 | 23 574 | 23 507 |

| 2022   | 2024   | - | - | - |
| ------ | ------ | - | - | - |
| 22 111 | 20 132 | - | - | - |

## Transports
Krolevets se trouve sur la ligne de chemin de fer et reliant Kiev à Moscou.
Les routes européennes 101 (Kiev – Moscou) et 381 (Kiev – Orel) passent dans la ville.